# Belvedere (Pavia)
Il Belvedere è una cascina posta nella periferia orientale di Pavia, originariamente divisa in due parti: un'azienda agricola e una villa signorile suburbana.

## Storia
La località, situata nella campagna orientale di Pavia, risulta già menzionata nel 1181. Nel XV secolo la famiglia pavese dei Bolognini vi realizzò una torre, poste presso una preesistente azienda agricola. Nel 1503 il senatore ducale Filippo Bottigella acquisì la possessione da Matteo e Galeazzo Attendolo Bolognini. Grazie al documento siamo informati che la residenza, probabilmente già nella seconda metà del Quattrocento, aveva ormai assunto la funzione di azienda agricola affianca da una villa suburbana, dato che, accanto agli edifici produttivi (stalla, depositi, il torchio ecc.), alla vigna, alla peschiera, era provvista anche di un giardino cinta da muratura e di un grande caxamentum con funzioni abitative signorili. Il complesso era inoltre dotato di un porto sul Po, tramite il quale era possibile raggiungere Pavia per via fluviale. Il complesso fu anche dotato di un piccolo oratorio, dedicato a Santa Teresa, menzionato in una visita pastorale del 1609 e decorato con affreschi, e nella seconda metà del XVII secolo passò dai Bottigella al marchese Galeazzo Pallavicini, ricordato come proprietario del Belvedere nel 1681. I marchesi Pallavicini, che nel frattempo si erano trasferiti a Milano, tennero il Belvedere fino al 1814, sfruttandolo sia come azienda agricola sia come luogo di villeggiatura. Nel 1873, la località, che almeno dal XIV secolo era un comune, fu unità in parte a Valle Salimbene e in parte a Pavia.

## Descrizione
Gran parte degli edifici menzionati nell’atto del 1503 sono ancor oggi (seppur modificati nel corso dei secoli) esistenti. In particolare, la parte più antica del complesso presenta una forma a “L”, con due corpi di fabbrica che si aprono sull’area della corte con porticati dotati di colonne e capitelli in granito e archi a tutto sesto. Il corpo settentrionale risale alla seconda metà del XV secolo, e dotato di due piani e conserva, sulla facciata esterna traccia delle cornici e degli archivolti delle finestre originali. Il portico, provvisto di colonne in granito con capitelli di foggia goticheggiante, presenta tracce di intonaco graffito a rombi, mentre le arcate sono arricchite da cornici in cotto. Il lato ovest fu innalzato dai Bottigella dopo il 1503, presenta anch’esso due piani e alcuni capitelli del portico e diversi graffiti che decorano la fascia marcapiano sono ornati con lo stemma dei Bottigella. A destra dei due corpi di fabbrica, si trovano alcuni edifici più antichi, risalenti verosimilmente alla prima metà del XV secolo: una casa rettangolare di due piani, che al piano terreno dispone di una grande sala, con volte a crociera rette da due file di colonne con capitelli a forma cubica e una torre in cui si aprono finestre con arco a sesto acuto (che in origine erano bifore) le cui pareti esterne sono in parte decorate con intonaco graffito con motivi a rombi nei quali è inscritta una grande “S”, mentre la dentellatura superiore conserva parti di un fregio dipinto con archetti poliboli.